# سنت رمبرت آن بوگی
سنت رمبرت آن بوگی (به فرانسوی: Saint-Rambert-en-Bugey) یک کمون (فرانسه) در فرانسه است که در ان (اوورنی-رون-آلپ) واقع شده‌است. سنت رمبرت آن بوگی ۲۸٫۵۵ کیلومتر مربع مساحت دارد ۲۹۰ متر بالاتر از سطح دریا واقع شده‌است.